# Bleptina pulla
Bleptina pulla là một loài bướm đêm trong họ Noctuidae.